# Saint-Bonnet-de-Salendrinque
Saint-Bonnet-de-Salendrinque (okzitanisch Sent Bonet de Salendrenca) ist ein Ort und eine Gemeinde mit 124 Einwohnern (Stand 1. Januar 2022) im südfranzösischen Département Gard.

## Lage
Saint-Bonnet-de-Salendrinque liegt im Nordwesten des Départements Gard ca. 62 km (Fahrtstrecke) nordwestlich der Großstadt Nîmes in den südlichen Ausläufern der Cevennen in einer Höhe von ca. 290 m ü. d. M. Das Klima ist gemäßigt; Regen fällt verteilt über das ganze Jahr.

## Bevölkerungsentwicklung
| Jahr      | 1800 | 1851 | 1901 | 1954 | 1999 | 2014 |
| Einwohner | 123  | 164  | 104  | 96   | 75   | 115  |

Der kontinuierliche Rückgang der Einwohnerzahlen seit der Mitte des 19. Jahrhunderts ist im Wesentlichen auf die Mechanisierung der Landwirtschaft und den damit einhergehenden Verlust an Arbeitsplätzen zurückzuführen. Außerdem entvölkerten sich nahezu alle Bergregionen Frankreichs zugunsten der Städte in den Tallagen.

## Wirtschaft
Die Bewohner der Gemeinde lebten jahrhundertelang als Selbstversorger von Ackerbau und Viehzucht (Schafe, Ziegen) sowie von den zahlreichen Edelkastanien in den umliegenden Wäldern. Heute ist der Tourismus in Form der Vermietung von Ferienwohnungen (gîtes) von wirtschaftlicher Bedeutung.

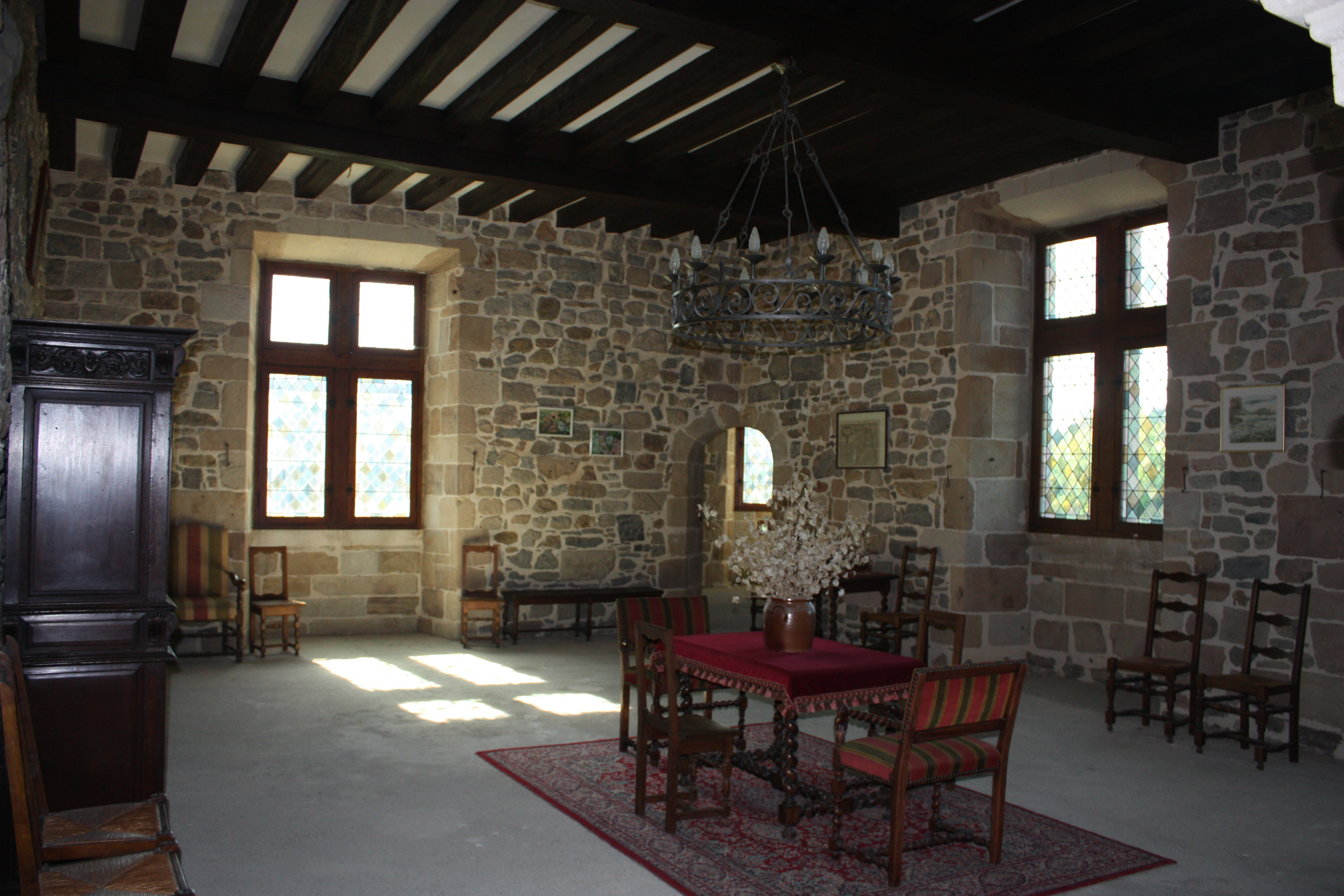
Salon der Burg

## Geschichte
Von einigen Forschern wird ein römisches oder gallorömisches Oppidum als Ausgangspunkt der Dorfgeschichte angesehen; entsprechende Funde wurden jedoch bislang nicht zutage gefördert. Eine Burg über dem Tal der Salendrinque existierte bereits im 12. Jahrhundert. Von Zerstörungen während der Hugenotten- (1562–1598) und der Kamisardenkriege (1702–1704) scheinen Ort und Burg verschont worden zu sein.

## Sehenswürdigkeiten
- Am Ortsrand steht ein Waschhaus (lavoir) aus dem 19. Jahrhundert.
- Der vordere Teil des Château Le Castellas mit seinen beiden Rundtürmen und dem dahinterliegenden Bergfried (donjon) ist deutlich älter als der rückwärtige Teil. Im 15./16. Jahrhundert wurde der gesamte Komplex mit großen Kreuzstockfenstern ausgestattet. Die Burg wurde in den Jahren nach 1974 von ihrem Besitzer gründlich restauriert und im Jahr 1980 zum Monument historique[3] erklärt